# 우듬지팜
농업회사법인 우듬지팜 주식회사는 충청남도 부여군 규암면 흥수로 698에 본사를 둔 스마트팜 솔루션 기업이다.

## 역사
2004년 고란초 작목반으로 시작하여 2011년에는 우듬지 연합 영농조합법인으로, 2017년에는 농업회사법인으로 전환하였다.
2023년 9월 19일에 하나금융20호스팩과 기업인수목적회사와의 소멸 방식으로 합병하여 상장하였다.